# Criptococcosi
La criptococcosi és una infecció per fongs potencialment mortal, principalment dels pulmons, que es presenta com una pneumònia, i a l'encèfal, on apareix com una meningitis.
Produïda pel llevat Cryptococcus neoformans. És una infecció oportunista en malalts amb immunodeficiència, però també afecta amb major freqüència a malalts amb insuficiència renal crònica, o sarcoïdosi.
El diagnòstic consisteix a aïllar Cryptococcus d'una mostra de teixit afectat o a l'observació directa del fong mitjançant la tinció de líquids corporals. Es pot cultivar (segons el cas) a partir d'un líquid cefalorraquidi, d'esput i de biòpsia de pell. El tractament és amb fluconazole o amfotericina B.
Les dades del 2009 estimaven que dels gairebé un milió de casos de meningitis criptocòccica que es produïen anualment a tot el món, 700.000 es produïen a l'Àfrica subsahariana i 600.000 morien a l'any. La criptococcosi era rara abans de la dècada de 1970, que va veure un augment dels grups de risc com les persones amb trasplantament d'òrgans o amb medicaments immunosupressors. El nombre de casos va augmentar a mitjans de la dècada de 1980 i més del 80% es va produir en persones amb VIH/SIDA. Se sap que els criadors de coloms (o altres persones que passen un temps important amb coloms) tenen una alta incidència d'infeccions criptocòcciques, inclosa la criptococcosi cutània primària (CCP), a causa de l'associació de Cryptococcus amb excrements de coloms.

## Etiologia i incidència
La distribució de la criptococcosi és mundial i la seva prevalença ha augmentat en els darrers 20 anys per diverses causes, incloent-hi l'augment de la incidència de la sida i l'ús generalitzat de fàrmacs immunosupressors.
Es creu que la meningitis criptocòccica és el resultat de la disseminació del fong a partir d'una infecció pulmonar no observada. C. gattii provoca infeccions en persones no immunodeprimides, però les subespècies C. neoformans grubii i C. neoformans neoformans només acostumen a provocar infeccions clínicament evidents en persones immunodeprimides. Les persones amb immunitat cel·lular reduïda (com els pacients de sida) són especialment susceptibles a la criptococcosi disseminada.

## Formes clíniques

### Criptococcosi cutània primària
La criptococcosi cutània primària (CCP) és un diagnòstic clínic diferent de la criptococcosi cutània secundària que es transmet per una infecció sistèmica.
La descripció morfològica de les lesions mostra pàpules umbilicades (imitant al mol·lusc contagiós), nòduls i plaques violàcies (imitant al sarcoma de Kaposi). Aquestes lesions poden estar presents mesos abans d'altres signes d'infeccions més importants en pacients amb sida.

### Criptococcosi pulmonar
El Cryptococcus (tant C. neoformans com C. gattii) té un paper comú en la micosi pulmonar invasiva observada en adults amb VIH i altres afeccions amb immunodepressió. També afecta els adults sans amb una freqüència i severitat molt inferiors, ja que els hostes sans poden tenir símptomes lleus o no. És probable que els hostes immunocompetents no siguin ni diagnosticats ni tractats. La pneumònia criptocòccica té el potencial de difondre's al sistema nerviós central (SNC), especialment en individus immunodeprimits.

### Meningitis criptocòccica
Es creu que la meningitis criptocòccica (infecció de les meninges, el teixit que cobreix el SNC) és el resultat de la difusió del fong d'una infecció pulmonar observada o no apreciada. Sovint també hi ha disseminació silenciosa per tot l'encèfal quan hi ha meningitis. Les persones amb defectes en la seva immunitat mediada per cèl·lules, per exemple, les persones amb SIDA, són especialment susceptibles a la criptococcosi disseminada. La criptococcosi sovint és mortal, fins i tot si es tracta.

## Diagnòstic
La detecció de l'antigen criptocòccic (material capsular) mitjançant cultius de líquid cefalorraquidi, esputs i orina proporciona un diagnòstic definitiu. Els hemocultius també poden ser positiu en infeccions greus.

## Tractament
El tractament estàndard en pacients que no presenten sida és l'antibiòtic amfotericina B per via intravenosa, juntament amb l'antifúngic flucitosina per via oral. Els pacients de sida sovint tenen una resposta reduïda a l'amfotericina B i la flucitosina, de manera que després del tractament inicial anterior es pot utilitzar fluconazole oral.